# Lieuwe Dirk Boonstra
Lieuwe Dirk Boonstra (1905–1975) fue un paleontólogo sudafricano que estudió los terápsidos del Pérmico Medio (Zona de Conjunción de Tapinocephalus) y Superior, donde los restos fósiles son abundantes en la meseta de Karroo. Fue autor de un gran número de artículos sobre terápsidos y pareiasaúridos y describió o revisó un gran número de especies. 